# Andreas Wilks
Andreas Engelbert Wilks, född 30 november 1884 i Dikanäs, död den 12 november 1953 på Hällnäs sanatorium, var pionjär inom den samiska föreningsrörelsen och återupplivare av den traditionella samiska tenntrådsslöjden. 

## Uppväxt
Andreas Wilks var son till fjällsamerna Lars Tomasson Wilks och Kristina Nilsdotter Gorek från Vilhelmina, som år 1900 lämnade renskötseln och flyttade till Fredrika. Efter sex terminers skolgång vid Svenska missionssällskapets skola i Bäsksele arbetade Andreas Wilks som dräng och vallpojke åt den bofasta befolkningen i Fredrika, innan han flyttade till föräldrarnas hemtrakter. År 1908 fick han arbete inom renskötseln hos en släkting i Dikanäsområdet.

## En samepolitisk pionjär
Andreas Wilks blev tidigt engagerad i den gryende samiska organisationsrörelsen. År 1906 blev han sekreterare i Sveriges första sameförening, Fatmomakke lappförening. År 1913 efterträdde han Hans Magnus Nilsson som ordförande för föreningen, som 1912 bytte namn till Vilhelmina och Åsele lappars enskilda arbetsförening. Ordförandeposten innehade han fram till 1948. Andreas Wilks arbetade för att lokala sameföreningar skulle bildas även i till exempel Ammarnäs och Tärna. Han var också samepolitiskt aktiv på riksplanet och försökte bland annat motverka den uppdelning mellan bofasta och renskötande samer som infördes i den svenska rennäringslagen i början av 1900-talet.

## Frälsningsarmén
År 1915 genomgick Andreas Wilks en personlig kris och gick därefter in i Frälsningsarmén. Under våren 1918 inledde han sin utbildning vid Frälsningsarméns krigsskola i Stockholm. Därefter fungerade han som ambulerande samemissionär i Jämtland och södra Lappland med bas i byn Dorris i Vilhelmina socken. År 1926 gifte sig Andreas Wilks med nybyggardottern Syrene Hermansson, och två år senare förordnades han till befälhavande officer i den nya Frälsningsarmékåren i Kittelfjäll. Som kårchef tjänstgjorde han fram till pensionen 1942, då han tillsammans med sin hustru flyttade till hennes hemby Grundfors nordväst om Fatmomakke.

## En förkämpe för tenntrådsslöjden

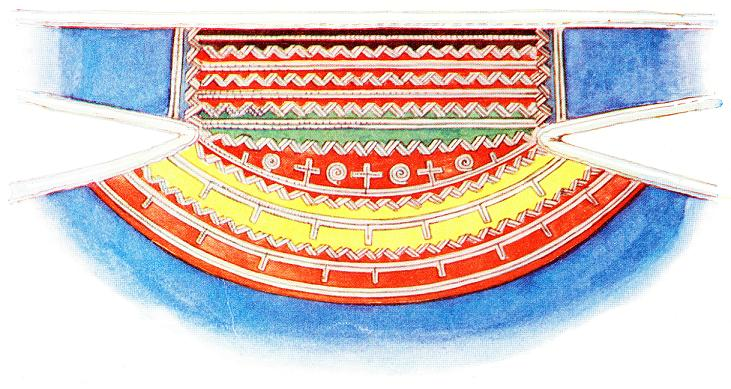
Ett broderat barmkläde från Åsele, Västerbotten, återgivet i Mönsterbok för lapsk hemslöjd i Västerbottens län.

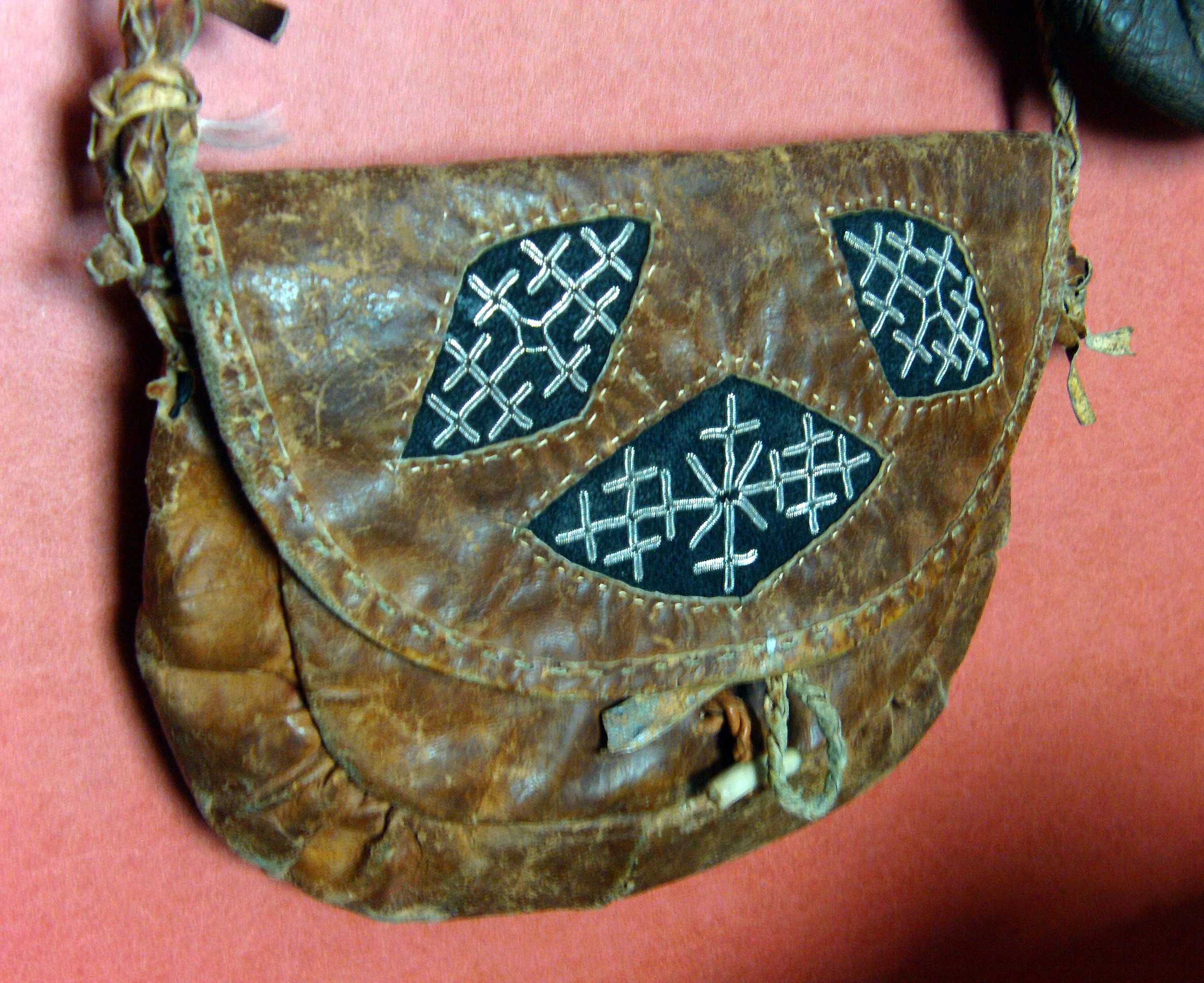
Duodji, handväska med tennbroderi.

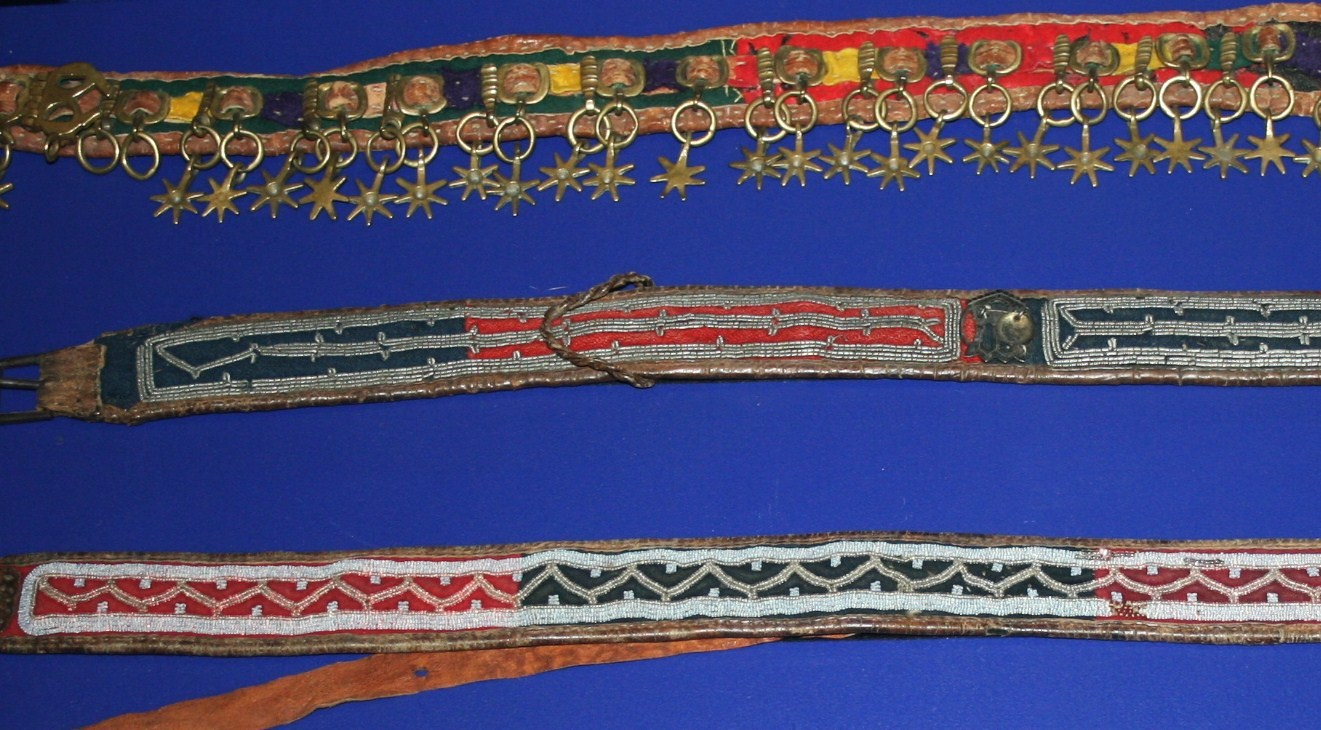
Tenn bälte.

Redan i sin ungdom hade Andreas Wilks intresserat sig för det traditionella samiska tenntrådsbroderiet, som i stort sett hade försvunnit i början av 1900-talet. Han studerade broderade föremål, spårade upp gamla redskap som använts för trådtillverkning och intervjuade gamla människor om hur slöjden hade gått till. Omkring 1905 började han själv experimentera med tenntrådstillverkning och senare också brodyr. Andreas Wilks blev en stark förkämpe för tenntrådsslöjden och ledde oräkneliga kurser över hela det samiska området under åren 1925–1951. Hustrun Syrene blev även hon en skicklig tenntrådsslöjdare, liksom Andreas Wilks bror Lars och dennes hustru Sanna (syster till Syrene). De dokumenterade en mängd gamla mönster, som senare samlades i Mönsterbok för lapsk hemslöjd i Västerbottens län.